# Nicolas Félix Harlé
Pour les articles homonymes, voir Harlé.
Nicolas Félix Harlé est un homme politique français né le 3 avril 1788 à Péronne (Somme) et décédé le 15 août 1859 à Aizecourt-le-Haut (Somme).
Négociant, il est député de la Somme de 1831 à 1836, siégeant dans la majorité soutenant la Monarchie de Juillet.

## Sources
- « Nicolas Félix Harlé », dans Adolphe Robert et Gaston Cougny, Dictionnaire des parlementaires français, Edgar Bourloton, 1889-1891 [détail de l’édition]